# Felsősándorfalu
Felsősándorfalu település Romániában, Máramaros megyében.

## Fekvése
Máramaros megyében, Nagybányától délkeletre fekvő település.

## Története
Felsősándorfalu kezdetektől fogva a királyi kincstár tulajdona volt, amely a falu erdőségeit használta fel a bányaművelés céljaira.
A településnek a XX. században nagyobb birtokosa nem volt.
A trianoni békeszerződés előtt Szatmár vármegye nagybányai járásához tartozott.

## Nevezetességek
- Görögkatolikus temploma – a XVII. században épült fa templom volt. Helyette 1906-ban kezdtek újat építeni.